# Denver, South Park and Pacific Railroad

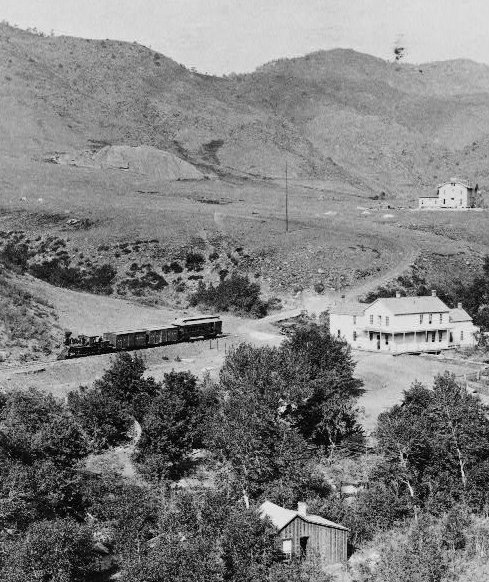
Morrison (Colorado) 1878

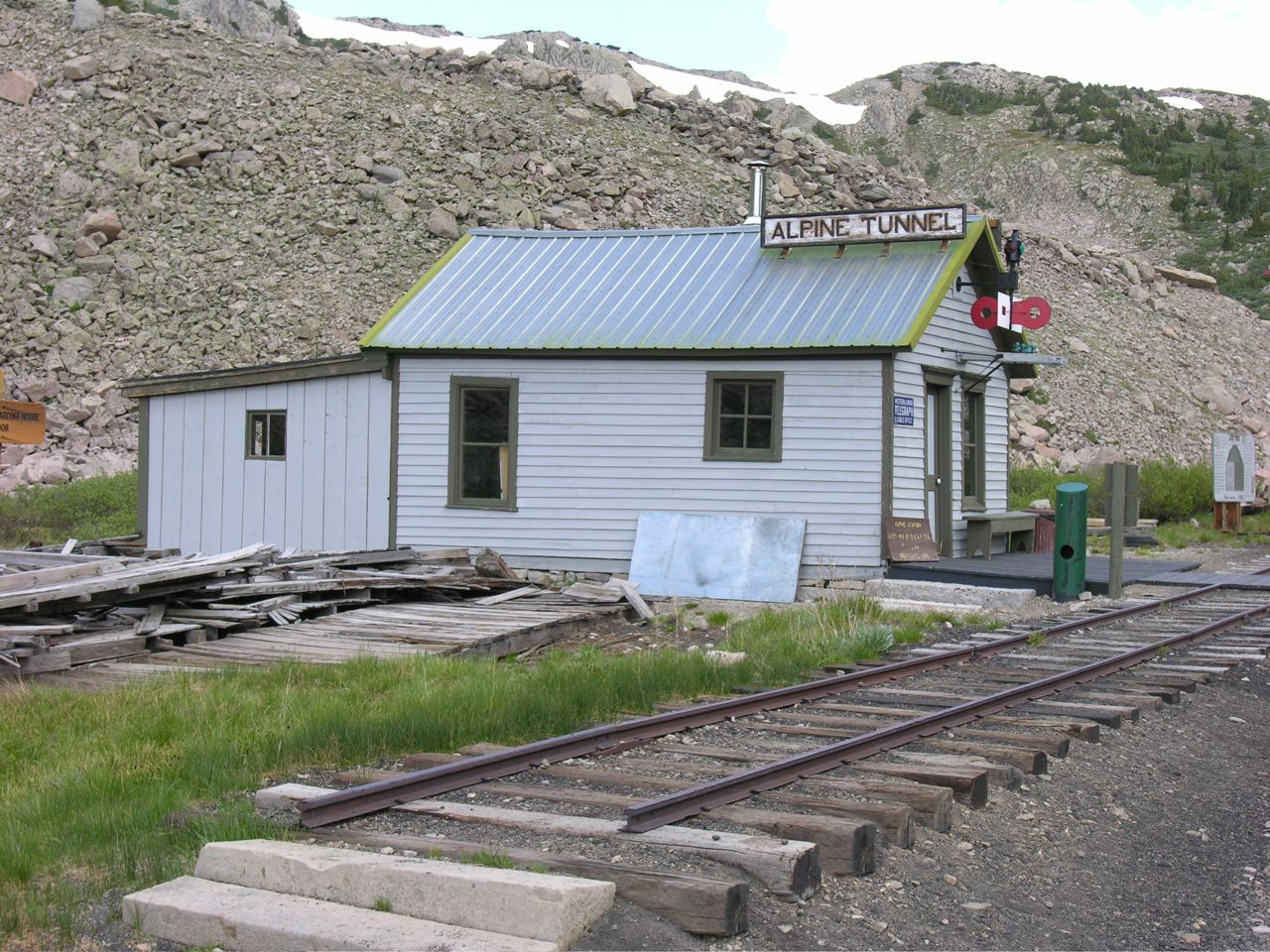
National Register of Historic Places Alpine Tunnel Historic District

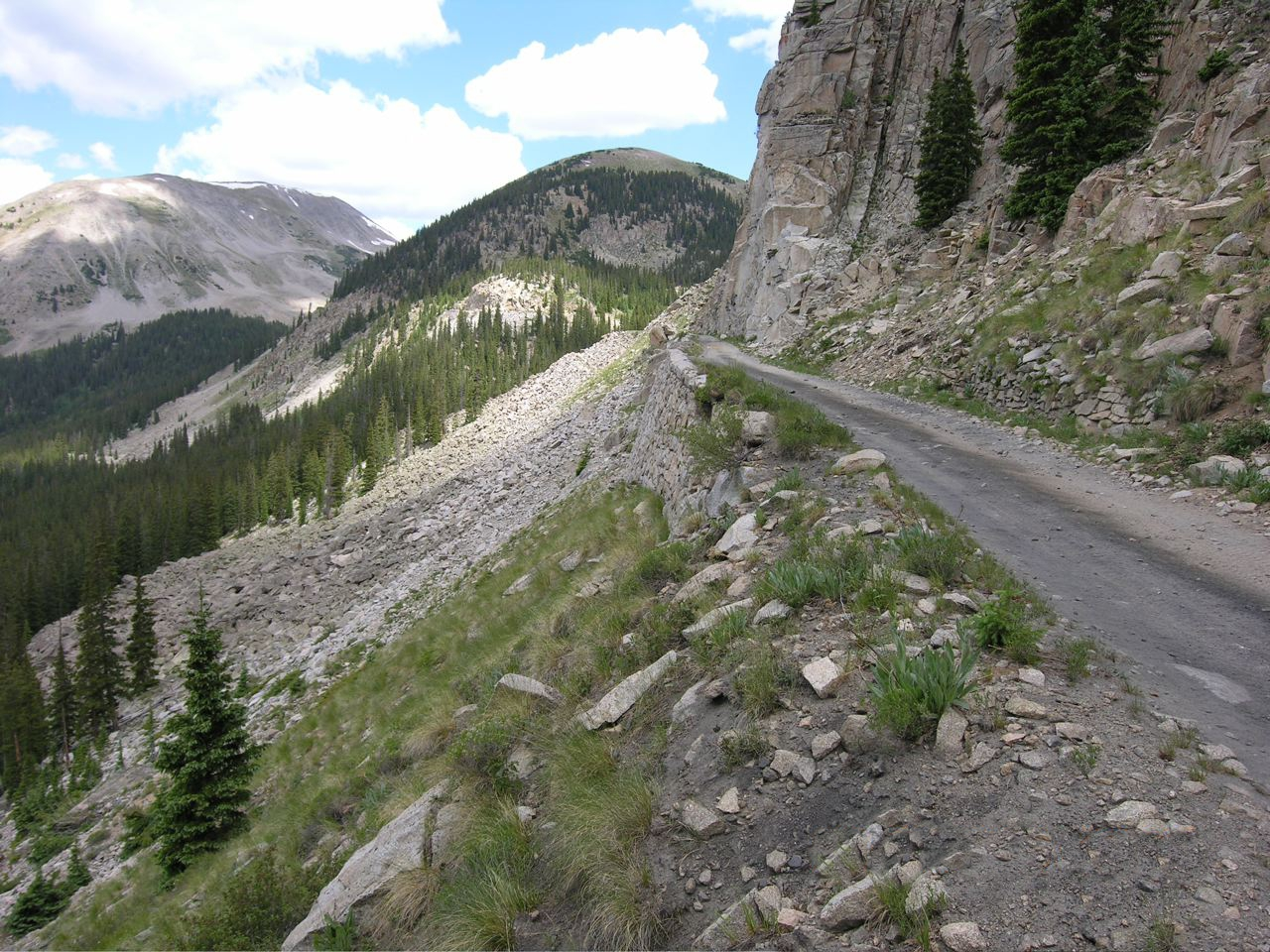
The Palisades auf der Ostseite der Passstrecke

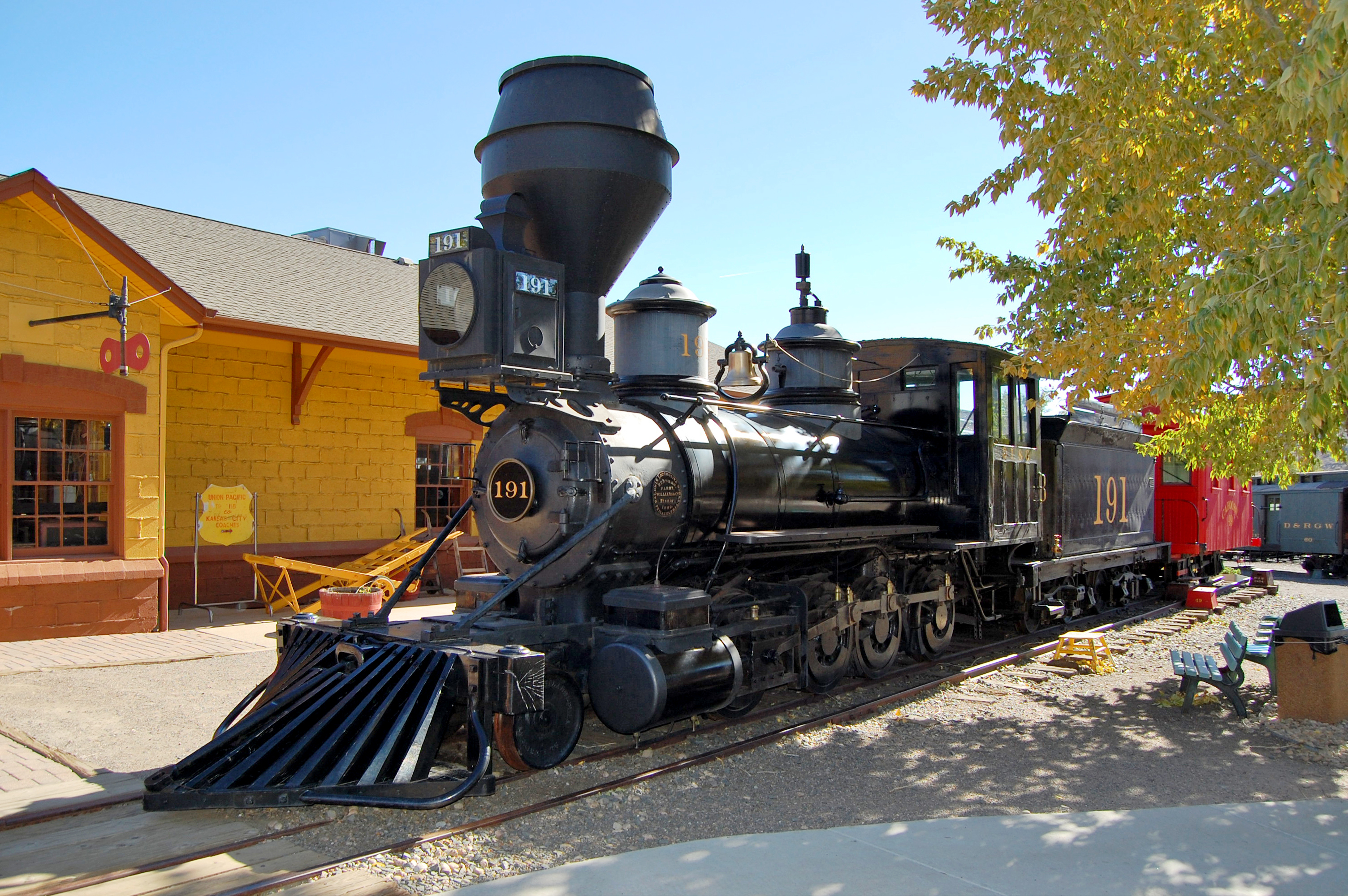
Ehemalige Lokomotive der DSP&P Railroad im Colorado Railroad Museum in Golden

Die Denver, South Park and Pacific Railroad (DSP&PRR) war eine Bahngesellschaft im US-Bundesstaat Colorado, die schmalspurige (914 mm / 3 ft. Spurweite) Bahnlinien westlich von Denver betrieb.
Die Gesellschaft wurde 1872 gegründet, 1880 von der Union Pacific Railway übernommen und 1889 nach Neuorganisation infolge einer Insolvenz in Denver, Leadville and Gunnison Railway (DL&G) umbenannt. Nachdem die Union Pacific Railway ihrerseits 1893 unter Insolvenzverwaltung gelangte, musste die DL&G 1894 erneut Insolvenz anmelden. 1898 wurde sie im Rahmen der Zwangsvollstreckung durch die Colorado and Southern Railway übernommen. Diese legte die Schmalspurstrecken mit Ausnahme des 1943 auf Normalspur umgebauten Abschnitts Climax–Leadville abschnittsweise bis 1937 still. Die Länge des Streckennetzes betrug 539 km/335 Meilen. 1881 eröffnete die DSP&P Railroad ihre Strecke über die kontinentale Wasserscheide der Rocky Mountains durch den Alpine Tunnel in 3512,4 m Höhe. Dieser war das höchstgelegene Tunnelbauwerk seiner Zeit.

## Geschichte und Linienführung

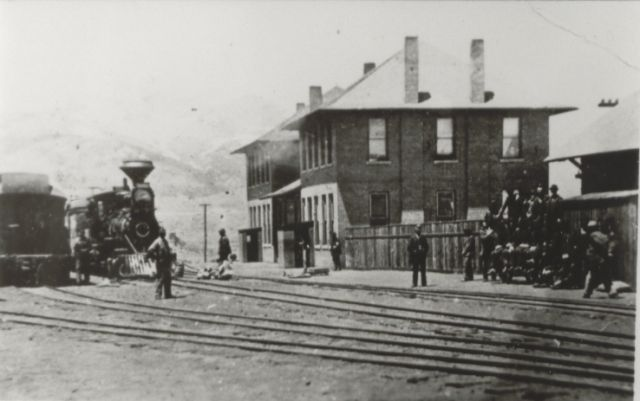
Bahnhof Como (Colorado) mit Bahnhofshotel

Die Gesellschaft wurde am 2. Oktober 1872 im Colorado Territory gegründet. Im August 1873 begannen die Bauarbeiten zwischen Denver und Morrison. Am 20. Juni 1874 erreichten die Gleise Morrison und eine Zweiglinie zum Mt. Carbon wurde fertig gestellt um Kohle, Stein und Holz abzutransportieren. Weitere Bauarbeiten verzögerten sich durch die Finanzierungsschwierigkeiten der Bahnlinie. Erst 1879 erreichten die Gleise Como über den Kenosha Pass. Zu diesem Zeitpunkt war die Bahnlinie sehr profitabel, der Gleisbau konnte so rasch fortschreiten und Verträge zum Bau des Alpine Tunnels wurden geschlossen.
Reiche Erzfunde um Leadville ließen die Stadt zum zwischenzeitlichen Zielpunkt der Gleisbauarbeiten werden und es kam zu einem Rennen mit der Denver and Rio Grande Western Railroad. Die South Park Linie erreichte Leadville 1879 zuerst, die Denver and Rio Grande Western Railroad anschließend kurze Zeit später. Aus Kostengründen vereinbarten beide Gesellschaften später die gemeinsame Nutzung der Strecken nach Leadville.
Nun begann der schwierigste und teuerste Abschnitt der Strecke über die Rocky Mountains. Die Gleise windeten sich via Chalk Creek Canyon in Richtung Altman Pass. Dieser wurde durch den 556 m langen Alpine Tunnel unterquert, welcher 1881 fertig gestellt war. Die steile und kurvenreiche Strecke verlangte zahlreiche Kunstbauten, wie die Stützmauern an The Palisades (Steile Felswand auf der Ostseite des Passes). Auf der Westseite des Passes wurde die Alpine Station eingerichtet. Hier befand sich ein massiver Lokomotivschuppen mit innenliegender Drehscheibe und ein Boarding House (Wartesaal, Restaurant und Übernachtungsmöglichkeit). Für Fahrten über den Pass benötigten die Züge mehrere Hilfslokomotiven, welche an der Alpine Station drehten und zurück fuhren. Im Winter bereiteten die Schneemassen auf der Passhöhe erhebliche Probleme und die Passstrecke musste in dieser Jahreszeit gesperrt werden. Durch Wasser- und Schmelzwassereinbrüche wurde der Tunnel mehrfach beschädigt und deshalb 1910 stillgelegt.
1882 erreichten die Gleise Parlin und trafen dort mit denen der Denver and Rio Grande Western zusammen. Zusammen erreichten beide Bahnlinien 1882 Gunnison.
Weitere Pläne der South Park Line zum Weiterbau nach Westen endeten nördlich von Gunnison, da Wegerechte und finanzielle Mittel fehlten. 1888 folgte die Insolvenz und 1889 die Zwangsvollstreckung, danach wurde der Betrieb unter neuem Management und Namen als Denver, Leadville and Gunnison Railway (DL&G) weitergeführt.
Schon in den 1870er-Jahren hatte Jay Gould etwa 50 % der Anteile an der DSP&P erworben. 1880 übernahm er das Unternehmen vollständig und verkaufte es an die Union Pacific Railway (UP), an der er die Aktienmehrheit hielt. Auch die DL&G blieb unter Kontrolle der UP, bis diese 1893 Insolvenz anmelden musste. Die nun unabhängige DL&G geriet selbst in Zahlungsschwierigkeiten und musste zum 4. August 1894 ihrerseits Insolvenz anmelden. Der Betrieb wurde auf niedrigem Niveau fortgeführt, bis die DL&G 1898 als Folge des Zwangsversteigerungsverfahrens zusammen mit der Union Pacific, Denver and Gulf Railway durch die neugegründete Colorado and Southern Railway übernommen wurde.
1910 wurde der Alpine Tunnel geschlossen, die westlich gelegenen Streckenteile bedienten noch die Denver and Rio Grande Western weiter. 1937 fuhr der letzte schmalspurige Zug auf der alten South Park Strecke zwischen Denver und Como. Ein kurzes Streckenstück zwischen Leadville und Climax wurde weiter betrieben und 1943 auf Normalspur umgebaut. Dieser Abschnitt wird heute durch die Touristikbahn Leadville, Colorado and Southern Railroad befahren.